# نورث نيوتن
نورث نيوتن (بالإنجليزية: North Newton, Kansas)‏ هي مدينة تقع بولاية كانساس في الولايات المتحدة. تبلغ مساحة هذه المدينة 2.33 (كم²)، وترتفع عن سطح البحر م، بلغ عدد سكانها 1759 نسمة في عام 2010 حسب إحصاء مكتب تعداد الولايات المتحدة وتصل الكثافة السكانية فيها نسمة/كم2.

## التركيبة السكانية
قام مكتب تعداد الولايات المتحدة بتحديد بيانات التركيبة السكانية لنورث نيوتنفي تعداد الولايات المتحدة. في ما يلي، التركيبة السكانية حسب تعدادي 2000 و 2010.

### تعداد عام 2000
بلغ عدد سكان نورث نيوتن 1,522 نسمة بحسب تعداد عام 2000، وبلغ عدد الأسر 604 أسرة وعدد العائلات 335 عائلة مقيمة في المدينة. في حين سجلت الكثافة السكانية 1,775.4 نسمة لكل ميل مربع (685.5/كم2). وبلغ عدد الوحدات السكنية 632 وحدة بمتوسط كثافة قدره 737.2 نسمة لكل ميل مربع (284.6/كم2).
وتوزع التركيب العرقي للمدينة بنسبة 93.96% من البيض و 0.20% من الأمريكيين الأصليين و 0.33% من الأمريكيين ذوي الأصول الآسيوية و 0.33% من سكان جزر المحيط الهادئ و 2.04% من الأمريكيين الأفارقة و 1.18% من عرقين مختلطين أو أكثر.
بلغ عدد الأسر 604 أسرة كانت نسبة 14.7% منها لديها أطفال تحت سن الثامنة عشر تعيش معهم، وبلغت نسبة الأزواج القاطنين مع بعضهم البعض 53.6% من أصل المجموع الكلي للأسر، ونسبة 1.3% من الأسر كان لديها معيلات من الإناث دون وجود شريك، وكانت نسبة 44.4% من غير العائلات. تألفت نسبة 42.2% من أصل جميع الأسر من أفراد ونسبة 31.1% كانوا يعيش معهم شخص وحيد يبلغ من العمر 65 عاماً فما فوق. وبلغ متوسط حجم الأسرة المعيشية 2.55، أما متوسط حجم العائلات فبلغ 1.89.
بلغ العمر الوسطي للسكان 49 عاماً. وكانت نسبة 10.8% من القاطنين تحت سن الثامنة عشر، وكانت نسبة 23.3% بين الثامنة عشر والأربعة وعشرون عاماً، ونسبة 12.4% كانت واقعةً في الفئة العمرية ما بين الخامسة والعشرون حتى والأربعة وأربعون عاماً، ونسبة 18.1% كانت ما بين الخامسة والأربعون حتى الرابعة والستون، ونسبة 35.3% كانت ضمن فئة الخامسة والستون عاماً فما فوق. يوجد لكل 100 أنثى 79.1 ذكر، ويوجد لكل 100 أنثى في الثامنة عشر من عمرها فما فوق 76.5 ذكر.
بلغ متوسط دخل الأسرة في المدينة 36,974 دولار، أما متوسط دخل العائلة فبلغ 52,500 دولار. وكان متوسط دخل الذكور 40,769 دولار مقابل 23,056 دولار للإناث. وسجل دخل الفرد الخاص بالمدينة 18,869 دولار. وكانت نسبة 3.6% من العائلات ونسبة 6.8% من السكان تحت خط الفقر، وكان من هؤلاء نسبة 5.3% تحت سن الثامنة عشر ونسبة 6.8% في الخامسة والستين من العمر وما فوق.

### تعداد عام 2010
بلغ عدد سكان نورث نيوتن 1,759 نسمة بحسب تعداد عام 2010، وبلغ عدد الأسر 710 أسرة وعدد العائلات 387 عائلة مقيمة في المدينة. في حين سجلت الكثافة السكانية 1,954.4 نسمة لكل ميل مربع (754.6/كم2). وبلغ عدد الوحدات السكنية 741 وحدة بمتوسط كثافة قدره 823.3 لكل ميل مربع (317.9/كم2).
وتوزع التركيب العرقي للمدينة بنسبة 94.7% من البيض و 0.6% من الأمريكيين الأصليين و 0.9% من الأمريكيين ذوي الأصول الآسيوية و 1.4% من الأمريكيين الأفارقة و 1.5% من عرقين مختلطين أو أكثر.
بلغ عدد الأسر 710 أسرة كانت نسبة 16.3% منها لديها أطفال تحت سن الثامنة عشر تعيش معهم، وبلغت نسبة الأزواج القاطنين مع بعضهم البعض 50.8% من أصل المجموع الكلي للأسر، ونسبة 3.0% من الأسر كان لديها معيلات من الإناث دون وجود شريك، بينما كانت نسبة 0.7% من الأسر لديها معيلون من الذكور دون وجود شريكة وكانت نسبة 45.5% من غير العائلات. وبلغ متوسط حجم الأسرة المعيشية 2.69، أما متوسط حجم العائلات فبلغ 1.96.
بلغ العمر الوسطي للسكان 48.6 عاماً. وكانت نسبة 13.6% من القاطنين تحت سن الثامنة عشر، وكانت نسبة 21.2% بين الثامنة عشر والأربعة وعشرون عاماً، ونسبة 11.5% كانت واقعةً في الفئة العمرية ما بين الخامسة والعشرون حتى والأربعة وأربعون عاماً، ونسبة 20.6% كانت ما بين الخامسة والأربعون حتى الرابعة والستون، ونسبة 33.2% كانت ضمن فئة الخامسة والستون عاماً فما فوق. وتوزع التركيب الجنسي للسكان بنسبة 45.7% ذكور و 54.3% إناث.

## وصلات خارجية
- NorthNewton.org
- The US50 - Cities and Towns in Kansas State